# Chérancé (Sarthe)
Chérancé é uma comuna francesa na região administrativa do País do Loire, no departamento de Sarthe. Estende-se por uma área de 10.38 km². Em 2010 a comuna tinha 361 habitantes (densidade: 34,8 hab./km²).